# Фосфатаза 2
 Белок фосфатазы 2 (PP2)  (англ. Protein phosphatase 2), также известный как  PP2A  — фермент, кодируемый у человека геном  PPP2CA. PP2A — гетеротримерная протеинфосфатаза, являющаяся убиквитарной и консервативной серин/треонин фосфатазой с широкой субстратной специфичностью и разнообразными клеточными функциями. Целями PP2A являются белки онкогенных сигнальных каскадов, такие как Raf, MEK, и AKT.

## Структура и функции
PP2A состоит из димерного основного фермента, состоящего из структурной (А) и каталитической (C) субъединиц, и регуляторной субъединицы B. В результате ассоциации каталитической субъединица С PP2A ассоциируется с субъединицами A и B могут сформироваться несколько видов голоферментов с различными функциями и характеристиками. Субъединица A из семейства белков HEAT повторов репликаторов (Huntingtin, EF3, PP2A, TOR1), является скэффолдом, требующимся для формирования гетеротримерного комплекса. Если субъединица A связывается, то изменяется ферментативная активность субъединицы C, даже если субъединица B отсутствует. В то время как субъединицы С и A демонстрируют значительную сохранность аминокислотной последовательности у всех эукариот, регуляторные субъединицы B более гетерогенны и, как полагают, играют ключевую роль в управлении локализацией и специфической активности различных голоферментов. Многоклеточные эукариоты экспрессируют четыре класса переменных регуляторных субъединиц: В(PR55), B′(B56 или PR61), B″(PR72), и B‴(PR93 / PR110), с, по крайней мере, 16 вариантами в этих классах. Кроме того, вспомогательные белки и посттрансляционные модификации (например, метилирование) влияют на активность и ассоциации субъединицы PP2A.
Два иона металла, расположенные в нижней части активного центра PP2A, играющие роль катализатора, были недавно идентифицированы как марганец.
| Функция                      | Белок   | Описание                                               | Примечания                         |
| ---------------------------- | ------- | ------------------------------------------------------ | ---------------------------------- |
| Структурная субъединица A    | PPP2R1A | PP2A 65 kDa регуляторная субъединица A изоформы альфа  | субъединица A, изоформы PR65-alpha |
| Структурная субъединица A    | PPP2R1B | PP2A 65 kDa регуляторная субъединица A изоформы бета   | субъединица A, изоформы PR65-beta  |
| Регуляторная субъединица B   | PPP2R2B | PP2A 55 kDa регуляторная субъединица B изоформы бета   | субъединица B, изоформы B-beta     |
| Регуляторная субъединица B   | PPP2R2C | PP2A 55 kDa регуляторная субъединица B изоформы гамма  | субъединица B, изоформы B-gamma    |
| Регуляторная субъединица B   | PPP2R2D | PP2A 55 kDa регуляторная субъединица B изоформы дельта | субъединица B, изоформы B-delta    |
| Регуляторная субъединица B   | PPP2R3A | PP2A 72/130 kDa регуляторная субъединица B             | Субъединица B, B''-PR72/PR130      |
| Регуляторная субъединица B   | PPP2R3B | PP2A 48 kDa регуляторная субъединица B                 | субъединица B, изоформа PR48       |
| Регуляторная субъединица B   | PPP2R3C | PP2A регуляторная субъединица B'' субъединица gamma    | субъединица G5PR                   |
| Регуляторная субъединица B   | PPP2R4  | PP2A регуляторная субъединица B'                       | субъединица B', изоформа PR53      |
| Регуляторная субъединица B   | PPP2R5A | PP2A 56 kDa регуляторная субъединица изоформы альфа    | субъединицы B, B' изоформы альфа   |
| Регуляторная субъединица B   | PPP2R5B | PP2A 56 kDa регуляторная субъединица изоформы бета     | субъединицы B, B' изоформы бета    |
| Регуляторная субъединица B   | PPP2R5C | PP2A 56 kDa регуляторная субъединица изоформы гамма    | субъединицы B, B' изоформы гамма   |
| Регуляторная субъединица B   | PPP2R5D | PP2A 56 kDa регуляторная субъединица изоформы дельта   | субъединицы B, B' изоформы дельта  |
| Регуляторная субъединица B   | PPP2R5E | PP2A 56 kDa регуляторная субъединица изоформы эпсилон  | субъединицы B, B' изоформы эпсилон |
| Каталитическая субъединица C | PPP2CA  | каталитическая субъединица изоформы альфа              |                                    |
| Каталитическая субъединица C | PPP2CB  | каталитическая субъединица изоформы бета               |                                    |

## Открытия для создания медикаментов
РР2 был определён в качестве потенциальной биологической мишени при разработке препаратов для лечения болезни Паркинсона и болезни Альцгеймера, однако, в 2014 году ещё было неясно, какие изоформы будут наиболее подходящими для этой цели и какой метод терапии (активация или торможение) будет наиболее подходящим.
РР2 также был определён в качестве супрессора опухоли для гемобластозов. С 2015 года проводились программы для идентификации соединений, которые могут либо непосредственно активировать его, либо препятствовать другим белкам подавлять его активность.